# 勒普莱西-圣奥波蒂娜
勒普莱西-圣奥波蒂娜（法語：Le Plessis-Sainte-Opportune，法語發音：[lə plɛsi sɛ̃t ɔpɔʁtyn]）是法国厄尔省的一个市镇，属于贝尔奈区。该市镇总面积11.37平方公里，2009年时的人口为275人。

## 人口
勒普莱西-圣奥波蒂娜人口变化图示